# Stenoma muscula
Stenoma muscula es una especie de polilla del género Stenoma, orden Lepidoptera.
Fue descrita científicamente por Zeller en 1877.

## Distribución
Stenoma muscula habita en el continente de América, en Panamá y Brasil.